# Auguri per la tua morte
Auguri per la tua morte (Happy Death Day), è un film del 2017 diretto da Christopher Landon e interpretato da Jessica Rothe, Israel Broussard e Ruby Modine.
Prodotto dalla Blumhouse Productions, il film segue le vicende di una studentessa universitaria di nome Theresa che, per cercare di smascherare il suo killer, rivivrà sempre lo stesso giorno.
Il film è stato distribuito negli Stati Uniti il 13 ottobre 2017, dalla Universal Pictures ed è stato accolto positivamente dalla critica, che lo descrive come un «Ricomincio da capo che incontra Scream».

## Trama
Dopo essersi ubriacata ad una festa, Theresa "Tree" Gelbman si risveglia nella stanza del suo compagno di college, Carter Davis, nel giorno del suo compleanno; rifiuta una telefonata da parte del padre e ignora Carter, tornando nella sua stanza. La sua coinquilina, Lori Spengler, le dà un cupcake per regalo, ma lo butta via. Successivamente incontra Gregory Butler, suo professore sposato con cui sta avendo una relazione. Quella stessa notte, mentre cammina per arrivare a un party, viene uccisa in un tunnel da qualcuno che indossa una maschera inquietante simile a un viso di un neonato (mascotte del suo college).
Ma invece di morire, Tree si risveglia nella stanza di Carter e ripete tutti gli avvenimenti del giorno precedente, dunque decide di cambiare percorso e riesce ad arrivare al party, tuttavia lì viene inseguita e uccisa dall’assassino. Si risveglia per la terza volta nella camera di Carter e realizza di stare vivendo un anello temporale: comincia ad usare tutte le precauzioni possibili, ma inutilmente; anche dopo essersi barricata nella propria stanza, viene uccisa perché il killer vi si era già nascosto. A questo punto, Tree spiega a Carter tutto ciò che la sta tormentando. Inizialmente il ragazzo non le crede, ma poi accetta di aiutarla, confessando anche di averla solo portata nella sua stanza per impedire che si ferisse, e non di essersi approfittato di lei, come Tree credeva. Continuando, lui le consiglia di sfruttare il loop per identificare il killer per esclusione. Trascorre così le seguenti “giornate” a osservare tutti i sospettati, ma continua a escluderli senza riuscire a identificare il colpevole, fino a che sviene e si risveglia in ospedale, dove scopre di aver accumulato un notevole numero di cicatrici interne a causa delle morti ripetute. Quando arriva l’assassino, scappa nella macchina di Gregory dove poi viene uccisa di nuovo.
Grazie all'aiuto di Carter, Tree identifica il presunto assassino, ossia John Tombs, e corre in ospedale per avvisare del suo imminente arrivo: il criminale riesce quasi a ucciderla, ma Carter si sacrifica per lei. Di conseguenza, Tree colpisce Tombs con una spranga, ma improvvisamente realizza che anche Carter rimarrebbe ucciso qualora uccidesse il killer in quanto il loop temporale terminerebbe, perciò decide di impiccarsi e vivere la giornata ancora una volta in maniera diversa.
Credendo di aver risolto il suo omicidio, la ragazza vive il giorno seguente in allegria, ponendo termine alla sua relazione con l’insegnante, mostrando un chiaro affetto per Carter, chiedendo scusa a Lori e riconciliandosi con il padre. Quella notte si reca all'ospedale e uccide Tombs. Felice di essere finalmente libera, festeggia il suo compleanno con Carter e mangia il cupcake di Lori.
Il giorno successivo, tuttavia, si sveglia nuovamente nella stanza di Carter. Adirata e confusa, torna nella sua stanza dove Lori le offre il suo cupcake. Tree capisce così che è lei la vera assassina, che le ha offerto il cupcake avvelenato e che aveva sfruttato il suo lavoro da infermiera per incastrare Tombs. Tree minaccia di portare il dolcetto alla polizia, ma Lori la attacca e le rivela di avere anche lei una relazione con il professore, ma la preferenza di quest'ultimo verso Tree l’ha portata a essere molto gelosa. Nella seguente colluttazione, Tree le fa mangiare il cupcake avvelenato e la scaraventa a morte dalla finestra.
Il giorno dopo, Tree si sveglia nella stanza di Carter: quando la suoneria del cellulare le ricorda di nuovo il compleanno, teme di essere ancora nel loop, ma per fortuna è solo il ragazzo che ha deciso di farle uno scherzo, simulando le sue azioni della mattina precedente. La ragazza è troppo sollevata per adirarsi e i due si baciano.

## Produzione

### Pre-produzione
(Christopher B. Landon sul progetto.)
La maschera del killer è stata costruita da Tony Gardner, lo stesso che ha creato la maschera di Ghostface, il killer del film Scream.
Proprio sulla maschera, Landon disse che:
Per questo film, Landon, si è ispirato a molti classici, ad esempio: Ricomincio da capo, Scream, Halloween - La notte delle streghe, Sixteen Candles - Un compleanno da ricordare, Ritorno al futuro, E.T. l'extra-terrestre, I Goonies, Gremlins, Salto nel buio, Tucker & Dale vs. Evil, Black Christmas (Un Natale rosso sangue) e Schegge di follia.

### Sviluppo e casting
Il film venne annunciato nel luglio del 2007, con Megan Fox che doveva essere la protagonista. Inizialmente il film si doveva chiamare Half to Death, e doveva essere prodotto da Michael Bay. Nove anni dopo, l'11 ottobre 2016, la Blumhouse Productions, annunciò l'ingresso nel cast di Jessica Rothe, nel ruolo della protagonista, insieme a Christopher B. Landon, che sarà lo sceneggiatore e regista e Jason Blum che lo produrrà. L'8 novembre 2016, entrarono nel cast anche: Ruby Modine, Charles Aitken e Rachel Matthews, accanto a Rothe e Israel Broussard.

### Sceneggiatura
Nel progetto originale di Scott Lobdell Lori e Gregory erano i killer. Su questo Landon disse: 
Inoltre, nel progetto originale, c'era un grande compleanno.

### Riprese
Le riprese del film si sono tenute al Loyola University a New Orleans, Louisiana. Le scene in cui Tree si sveglia nel letto di Carter, dopo la sua morte, sono state girate in due giorni.

## Distribuzione
Il trailer ufficiale del film è stato pubblicato il 15 giugno 2017. Il film è stato distribuito il 13 ottobre 2017 negli Stati Uniti e in Italia il 9 novembre 2017.

## Accoglienza

### Incassi
Il film ha incassato un totale di 125479266 $ in tutto il mondo a fronte di un budget di 4,8 milioni di dollari.

### Critica
Il film è stato accolto positivamente dalla critica. Sull'aggregatore di recensioni Rotten Tomatoes ha un indice di gradimento del 71% con un voto medio di 6 su 10, basato su 161 recensioni. Il consenso critico dichiara: “Auguri per la tua morte mette un filone fantascientifico oscuro su convenzioni slasher, con un tocco aggiunto alla perfezione per una performance da star di Jessica Rothe”. Su Metacritic ha un punteggio di 58 su 100, basato su 26 recensioni che indica come “recensioni miste o medie”. CinemaScore dà al film come voto una "B" su una scala da A+ a F.

I critici hanno osservato che, anche se il film fa dei tentativi di unire i generi, compresa la commedia romantica, l'horror e la "satira da campus", i risultati finali sono mescolati. Jamie East del Sun, ha paragonato il film ad una versione "slasher" di Mean Girls, mentre Chris Agar di Screen Rant ha osservato che il "divertimento, se stupido, mescolato con il genere retorico, finisce per essere una spada a doppio taglio".

## Sequel
Christopher B. Landon per primo ha parlato di un sequel, che si concentra sul perché Tree sia rimasta intrappolata in un ciclo di tempo.
Le riprese sono iniziate il 14 maggio 2018 e gli attori del film precedente tornano ad interpretare i loro ruoli.
Il film, che si intitola Ancora auguri per la tua morte (Happy Death Day 2U), è uscito il 14 febbraio 2019 negli USA.